# Хейл, Лиззи
Элизабет Мэй «Лиззи» Хейл (англ. Elizabeth Mae «Lzzy» Hale; род. 10 октября 1983, Ред-Лайон, Пенсильвания, США) — вокалистка и ритм-гитаристка американской хард-рок-группы Halestorm.

## Биография
Элизабет Хейл родилась 10 октября 1983 года в городке Ред-Лайон в штате Пенсильвания. Элизабет активно пишет и исполняет музыку с 1997 года. Она и её младший брат Арджей начали учиться играть на фортепьяно с 5 лет; позже она переключилась на гитару, а он — на ударные. Начала играть на гитаре с 16 лет; в 1999 году впервые вместе с братом выпустила мини-альбом «Don’t Mess With the Time Man». Помимо группы Halestorm, выступала с такими коллективами, как Shinedown, Black Stone Cherry, Seether и Adrenaline Mob.
5 сентября 2007 года Halestorm участвовали в вечернем шоу Джея Лено. 21 июля 2010 года появилась в ток-шоу «Поздним вечером с Джимми Феллоном», где вместе с Halestorm исполнила песню «Familiar Taste of Poison». В 2012 году участвовала в туре «Карнавал безумия», где исполнила песню Halestorm «Break in» вместе с солисткой группы Evanescence Эми Ли. В рамках тура «Alter Bridge Fortress» исполняла песню «Watch Over You» вместе с Майлзом Кеннеди. Хейл спела в кавере на песню «Close My Eyes Forever» группы Device вместе с Дэвидом Дрейменом, которая вошла в вышедший в апреле 2013 года альбом «Device».
В августе 2009 года Хейл с группой последней вышла на сцену с Ронни Джеймсом Дио во время его финального представления, когда они выступали перед группой «Heaven & Hell» в Атлантик-Сити. Хейл участвовала в трибьют-альбоме Дио, вышедшем в 2014 году, поучаствовав в записи композиции «Straight Through the Heart».
В 2014 году она поучаствовала в записи центральной композиции скрипачки Линдси Стирлинг из её альбома «Shatter Me». Также в 2014 году Хейл выступала вместе с кантри-музыкантом Эриком Чёрчем на музыкальном фестивале СМТ, и спела с ним дуэтом его песню «That’s Damn Rock & Roll» на церемонии вручения музыкальной премии СМТ.
В 2014 году производитель гитар «Gibson» анонсировал выпуск модели с подписью Лиззи Хейл.
В декабре 2009 года Хейл появилась на обложке журнала «Revolver» вместе с вокалисткой группы «Landmine Marathon» Грейс Перри в качестве одной из «Самых горячих цыпочек в метале», и с этого времени неоднократно появлялась вновь в этой категории. Кроме этого, Хейл была автором колонки «Спроси у Лиззи» в этом журнале.